# Папа Павле IV
Папа Павле IV (лат. Paulus IV; Каприља Ирпина, 7. јул 1476 - Рим, 28. август 1559) је био 223. папа од 2. јуна 1555. до 18. августа 1559.